# Termessa nivosa
Termessa nivosa là một loài bướm đêm thuộc phân họ Arctiinae, họ Erebidae. Nó được tìm thấy ở New South Wales, Nam Úc và Victoria.
Sải cánh dài khoảng 25 mm.
Ấu trùng ăn lichen, algae và moss.

## Hình ảnh

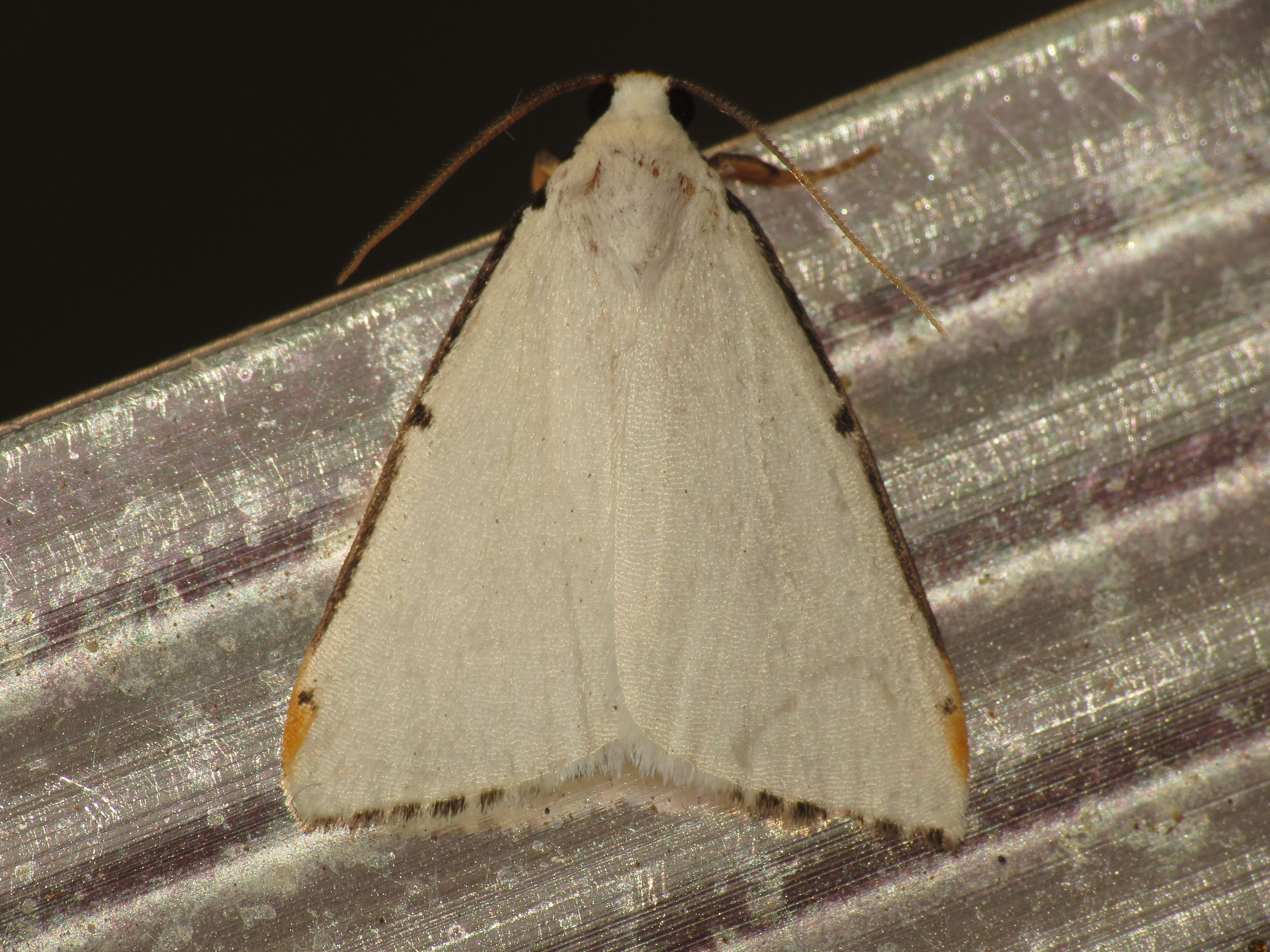
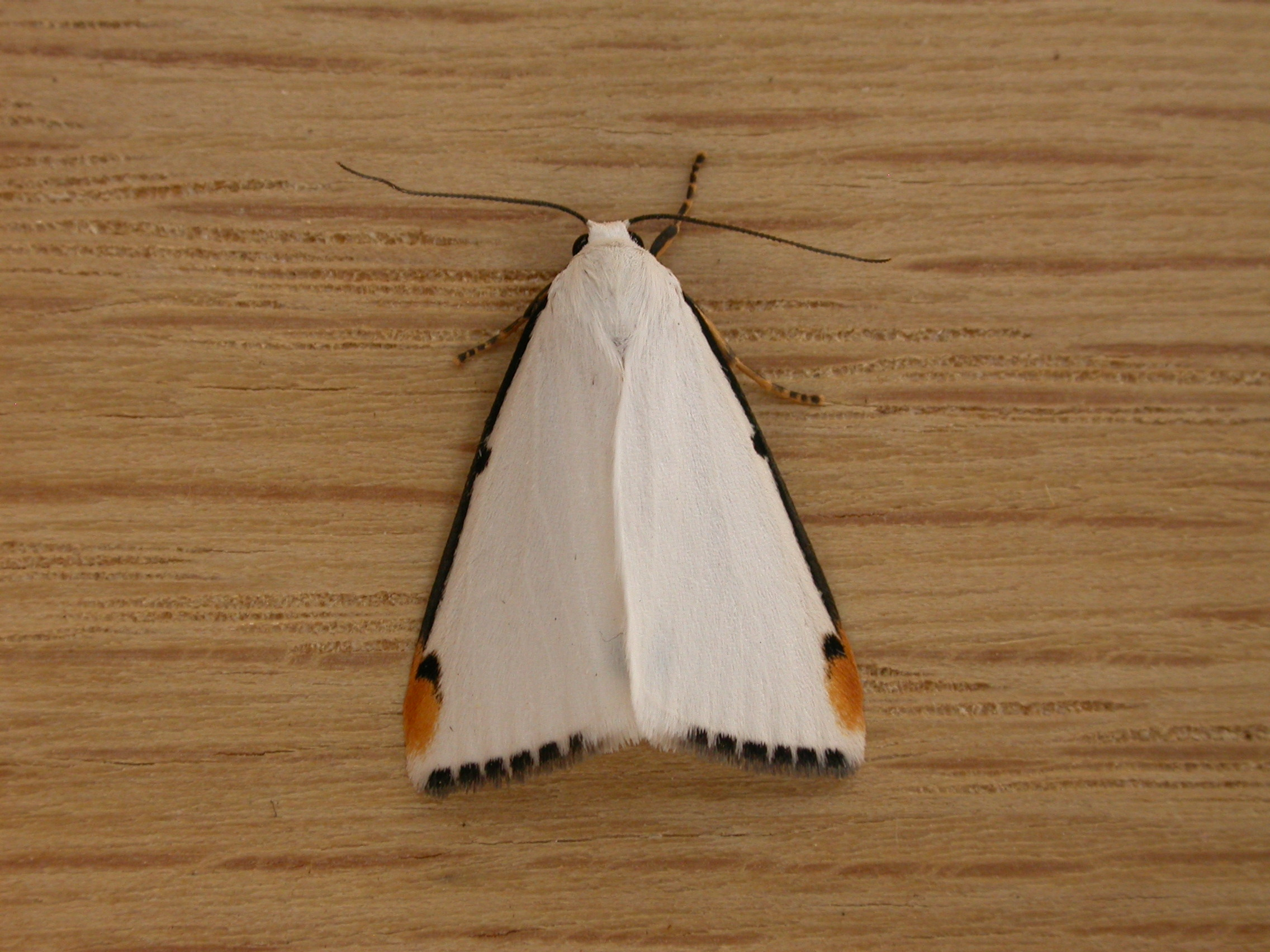